# Lavadytis pyrenae
Lavadytis pyrenae är en utdöd fågel i familjen änder inom ordningen andfåglar. Den beskrevs 2016 utifrån fossila lämningar från miocen funna i Nevada, USA.